# Chilacis
Chilacis is een geslacht van wantsen uit de familie bodemwantsen (Lygaeidae). Het geslacht werd voor het eerst wetenschappelijk beschreven door Franz Xaver Fieber in 1864.

## Soorten
Het genus bevat de volgende soorten:

- Chilacis typhae (Perris, 1857)
- Chilacis univestis Statz & Wagner, 1950